# Studentereksamen
|  | Denne artikel omhandler selve eksamenen i Danmark og andre lande. For de enkelte danske uddannelser, der fører til en studentereksamen, se almen studentereksamen, merkantil studentereksamen, teknisk studentereksamen, højere forberedelseseksamen og epx. For en oversigt se gymnasiale uddannelser i Danmark. |
Studentereksamen betegner en eksamen, der giver adgang til at studere (blive indskrevet som student) ved et universitet eller tilsvarende videregående uddannelse. I Danmark og mange andre lande tages studentereksamen som afslutning på en toårig eller treårig gymnasial uddannelse på den uddannelsesinstitution, hvor man har gennemgået ungdomsuddannelsen, men eksaminationen kan principielt også finde sted på universitetet som en adgangseksamen ved påbegyndelsen af det videregående studium, som det historisk (indtil 1871) var tilfældet i Danmark i form af den såkaldte examen artium.
Prøver, der tages ved afslutningen af en ungdomsuddannelse og er adgangsgivende til uddannelser på universitetsniveau, findes i mange lande, selvom navnet og det præcise indhold i hvert enkelt tilfælde er præget af den historiske tradition i netop det land. I Tyskland kaldes den tilsvarende eksamen traditionelt Abitur, i Frankrig Baccalauréat général, i Storbritannien A-level, og i Schweiz, Østrig og en række andre især østeuropæiske lande hedder den matura.
Udover at betegne selve den afsluttende eksamen bruges betegnelsen "studentereksamen" også sommetider til at beskrive den gymnasiale uddannelse, der går forud, som almen studentereksamen (stx), merkantil studentereksamen (hhx), teknisk studentereksamen (htx), højere forberedelseseksamen (hf), også betegnet hf-studentereksamen, og den kommende erhvervs- og professionsrettede gymnasieuddannelse (epx).

## Danmark

### Examen artium ved universitetet
I Danmark indførtes adgangseksamen til Københavns Universitet, landets eneste universitet, i 1630 under navnet examen artium. Eksaminanderne havde, inden de kom så langt, gået på en latinskole. Ved afslutningen af denne fik eleverne et dimissionsbevis, som gav adgang til at aflægge adgangseksamen (examen artium) ved universitetet. Denne skik fortsatte indtil 1850, hvor de lærde skoler (latinskolerne) fik ret til at afholde studentereksamen på deres egne skoler som afslutning på skolegangen. Personer, der ønskede at få adgang til universitetet uden at have været elever på en lærd skole, de såkaldte privatister, kunne dog fortsat tage den tilsvarende examen artium på universitetet, men denne mulighed bortfaldt helt fra 1871, så privatister fremover måtte tage deres eksamen ved en lærd skole.

### Studentereksamen på gymnasiet
Siden har studentereksamen været afholdt ved afslutningen af uddannelsen på de lærde skoler, som ved en skolereform i 1903 blev omdannet til treårige gymnasier. Reglerne for afholdelsen af studentereksamen har været underlagt Undervisningsministeriet, men generelt bestået af en række mundtlige og skriftlige prøver i de forskellige gymnasiale fag med skiftende karakterskalaer i tidens løb. De forskellige prøveresultater er så blevet udregnet til et samlet eksamensgennemsnit.

### Indførelse af adgangsbegrænsning
Til og med 1976 var adgangen til universitetet blot betinget af, at man havde bestået en studentereksamen, uanset resultatet i øvrigt. I 1976 vedtog Folketinget imidlertid af økonomiske årsager en gennemgribende ændring ved at indføre adgangsbegrænsning til de humanistiske og samfundsvidenskabelige uddannelser, sådan at studieadgangen var betinget af, at man fik et tilstrækkelig højt karaktergennemsnit ved aflæggelsen af studentereksamen. Dette system til at dimensionere antallet af studerende er fortsat siden.

### Fra én til fire gymnasiale uddannelser
I mange år var det udelukkende det traditionelle almene gymnasium, der gav adgang til universitetet og dermed afholdt studentereksamen. Fra slutningen af 1960'erne begyndte man imidlertid at tale om de gymnasiale uddannelser i flertal, hvormed udover det almene gymnasium også tænktes på højere forberedelseseksamen (hf), handelsgymnasiet eller det merkantile gymnasium (hhx) og det i 1982 oprettede tekniske gymnasium (htx). De fire forskellige gymnasiale uddannelser blev efterhånden i højere grad standardiseret. Allerede i løbet af 1970'erne og 1980'erne blev de alle generelt adgangsgivende til de lange videregående uddannelser, og med gymnasiereformen af 2004 blev de sidestillede i samme lovgivning.

## Andre lande
Der findes en tilsvarende eksamen, der afslutter en studieforberedende ungdomsuddannelse og kvalificerer til optagelse på videregående uddannelser, i mange andre lande. I Finland kaldes den også studentereksamen (ylioppilastutkinto, studentexamen). Det samme var tilfældet i Sverige, men i dette land blev studentexamen afskaffet i 1968.
I andre lande, hvor traditionerne og uddannelsessystemerne er forskellige, har den tilsvarende eksamen normalt andre navne. I Tyskland betegnes den officielt Zeugnis der Allgemeinen Hochschulreife, men kaldes ofte Abitur. I Frankrig kaldes den tilsvarende eksamen Baccalauréat général. Både den tyske og den franske eksamen hører til de udenlandske eksaminer, der minder mest om den danske studentereksamen i deres indhold.
I Schweiz, Østrig og en række andre især østeuropæiske lande kaldes den tilsvarende eksamen matura. I Storbritannien og mange commonwealth-lande taler man om A-levels.